# Puente romano de Catribana
El puente romano de Catribana es un puente romano situado cerca del pueblo de Catribana, en la parroquia de São João das Lampas, dentro del municipio de Sintra, Portugal. Cruza el arroyo Bolelas. No fue identificado como puente romano hasta la década de 1980, y fue restaurado en 2019 debido a su degradación.
El puente está hecho de bloques de piedra caliza local. Es probable que proporcionara acceso desde una villa romana a una carretera principal, o que conectara dos villas romanas importantes en la época como Olissipo (que corresponde aproximadamente a la actual Lisboa). Está compuesto por un solo arco y pretil, y ha sufrido diversas modificaciones a lo largo de los siglos. En su lado sur hay un tramo de calzada romana, de unos 50 metros de longitud, que da acceso al puente. Cerca del puente los arqueólogos han identificado vestigios de un cementerio de época romana junto con restos de un asentamiento neolítico.